# Olivier Cotte
Olivier Cotte (* 10. September 1972 in Voiron, Isère) ist ein ehemaliger französischer Freestyle-Skier. Er war auf die Buckelpisten-Disziplinen Moguls und Dual Moguls spezialisiert. Bei den Weltmeisterschaften 1993 gewann er eine Bronzemedaille, im Weltcup gelangen ihm zwei Siege.

## Biografie
Olivier Cotte begann, inspiriert durch Philippe Bron, im Alter von zwölf Jahren mit dem Skifahren auf der Buckelpiste. Im Alter von 15 Jahren wurde er in die französische Nationalmannschaft eingeführt und gab am 9. Dezember 1988 in Tignes sein Debüt im Freestyle-Skiing-Weltcup. Erste Platzierungen unter den besten zehn erreichte er zwei Jahre später. Im März 1991 nahm er an den Internationalen Jugendmeisterschaften in Le Sauze teil und belegte Rang neun.
Nach Verletzungspause kehrte er zur Saison 1992/93 in den Weltcup zurück und überbot als Sechster im ersten Rennen gleich seine beste Karriereleistung. Nach einem zweiten Platz entschied er im Februar in La Clusaz seinen ersten Weltcup für sich und belegte als Dritter in La Plagne einen weiteren Podestplatz. In der Disziplinenwertung erreichte er als Dritter ein Karrierehoch. Bei seinen ersten und einzigen Weltmeisterschaften in Altenmarkt-Zauchensee gewann er hinter Jean-Luc Brassard und seinem Landsmann Fabien Bertrand die Bronzemedaille. Nach gutem Saisonstart verpasste Cotte als Vierter bei den Olympischen Spielen von Lillehammer einen weiteren Medaillengewinn nur knapp. Danach wurde er vermehrt von Verletzungen geplagt und konnte nur noch vereinzelt im Weltcup starten. Beim Saisonfinale 1995 gelang ihm am Hundfjället sein zweiter und letzter Rennsieg, zehn Monate später erlitt er als Weltcup-Führender in Lake Placid einen Kreuzbandriss. 1998 konnte er sich noch einmal für die Olympischen Spiele qualifizieren, kam in Nagano aber nicht über Rang 20 hinaus. Im darauffolgenden März trat er vom Leistungssport zurück.
Nach dem Karriereende arbeitete Cotte zunächst als Freestyle-Skilehrer mit 12- bis 14-Jährigen im Skiklub La Plagne. Danach rief er die Siemens Freestyle Tour (später SFR Tour) ins Leben, die in die AFP (Association of Freestyle Professionals) World Tour integriert wurde, und Wildcards für die X-Games Europe vergibt. Hauptberuflich ist er Kommunikationsberater.

## Erfolge

### Olympische Spiele
- Lillehammer 1994: 4. Moguls
- Nagano 1998: 20. Moguls

### Weltmeisterschaften
- Altenmarkt-Zauchensee 1993: 3. Moguls

### Weltcupwertungen
| Saison  | Gesamt | Gesamt | Moguls | Moguls | Dual Moguls | Dual Moguls |
| Saison  | Platz  | Punkte | Platz  | Punkte | Platz       | Punkte      |
| ------- | ------ | ------ | ------ | ------ | ----------- | ----------- |
| 1988/89 | 90.    | 3      | 37.    | 21     | –           | –           |
| 1990/91 | 57.    | 8      | 20.    | 68     | –           | –           |
| 1991/92 | 80.    | 4      | 32.    | 36     | –           | –           |
| 1992/93 | 16.    | 80     | 3.     | 716    | –           | –           |
| 1993/94 | 16.    | 81     | 4.     | 648    | –           | –           |
| 1994/95 | 60.    | 34     | 23.    | 236    | –           | –           |
| 1995/96 | 63.    | 30     | 21.    | 244    | 43.         | 4           |
| 1997/98 | 46.    | 47     | 14.    | 236    | 26.         | 40          |

### Weltcupsiege
Cotte errang im Weltcup 9 Podestplätze, davon 2 Siege:
| Datum            | Ort         | Land       | Disziplin |
| ---------------- | ----------- | ---------- | --------- |
| 11. Februar 1993 | La Clusaz   | Frankreich | Moguls    |
| 9. März 1995     | Hundfjället | Schweden   | Moguls    |